# Diocèse catholique de Reykjavik
Pour les articles homonymes, voir Diocèse de Reykjavik.
Le diocèse de Reykjavik est l'unique circonscription ecclésiastique de l'Église catholique en Islande. Le vicariat apostolique créé le  6 juin 1929 est érigé en diocèse par le pape Paul VI le 18 octobre 1968.
Son évêque est actuellement David Tencer.
Son siège se trouve à la cathédrale du Christ-Roi. Sa juridiction s'étend sur l'ensemble du territoire de l'Islande. En nombre de fidèles le catholicisme est aujourd'hui, grâce à la présence d'immigrés, la plus importante communauté religieuse non-luthérienne du pays.
Les armoiries du diocèse ont été créées par Marek Sobola, spécialiste slovaque en héraldique.

## Supérieurs ecclésiastiques

### Vicaires apostoliques d'Islande
- 1929-1941: Martino Meulenberg, montfortain
- 1942-1967: Johánnes Gunnarsson, montfortain

### Évêques de Reykjavik
- 1968-1986: Hendrik Hubert Frehen, montfortain
- 1987-1994: Alfred J. Jolson, jésuite
- 1996-2007: Joannes Gijsen (démissionnaire)
- 2007-2015 : Pierre Bürcher (démissionnaire)
- 2015- : David Tencer, capucin

## Organisation
Le diocèse est organisé en cinq paroisses comprenant au moins une région administrative du pays :
- la paroisse Saint-Joseph
- la paroisse Sainte-Marie
- la paroisse du Christ-Roi
- la paroisse Saint-Pierre
- la paroisse Saint-Thorlak